# Henri Leclerc (avocat)
Pour les articles homonymes, voir Henri Leclerc et Leclerc.
Henri Leclerc, né le 8 juin 1934 à Saint-Sulpice-Laurière (Haute-Vienne) et mort le 31 août 2024 à Villejuif (Val-de-Marne), est un avocat pénaliste et juriste français.
Membre de la Ligue des droits de l'homme, il en est le président de 1995 à 2000 et le président d'honneur de 2000 à 2024.

## Biographie

### Jeunesse et études
Henri Leclerc, son frère et leurs deux sœurs grandissent près de Paris, dans un pavillon à Sceaux, entre un père agnostique et une mère croyante. Son père, ancien combattant de la Première Guerre mondiale, est inspecteur des impôts.
À peine âgé d'une dizaine d'années, il suit à travers les comptes rendus livrés par la presse les grands procès de la Libération (procès notamment de Philippe Pétain, de Pierre Laval et de Robert Brasillach). Il est consterné par le procès joué à l'avance de Pierre Laval, et de son exécution faite de façon pitoyable.
Il effectue ses études secondaires au lycée Lakanal, où il se lie d'amitié avec le fils de Maurice Thorez. Il obtient une licence en droit en 1955 à la faculté de droit de Paris. Il adhère pendant deux ans au PCF et vend L'Humanité à la criée, ce qui occasionne des bagarres avec le camp d'en face.

### Carrière d'avocat
Il prête serment comme avocat le 14 décembre 1955. Il commence sa carrière comme avoué aux côtés de l'avocat Albert Naud, connu pour avoir été l'avocat de Pierre Laval lors de l'Épuration. Il a hérité de sa bibliothèque juridique (que ce dernier avait lui-même reçue de Raymond Poincaré). Il quitte le PCF la veille de l'intervention de l'Union soviétique à Budapest.
Ancien membre du conseil de l'ordre des avocats de Paris, il est président de la Ligue française pour la défense des droits de l'homme et du citoyen de 1995 à 2000, puis son président d'honneur.
Il a accompagné le mouvement social, aux côtés des paysans travailleurs, des mineurs de fond, de la CFDT, des militants luttant pour l'amélioration des conditions de détention — il a dénoncé les conditions de détention dans les prisons de haute sécurité —, des tenants d'une presse indépendante[réf. nécessaire].
Henri Leclerc a plaidé pour la défense de clients célèbres, comme le journal Libération, le mathématicien Alexandre Grothendieck, Richard Roman, les truands Lucien Léger, Charlie Bauer, Michel Vaujour, François Besse, Roger Knobelspiess, Florence Rey, le docteur Archambeau, Hélène Castel, Jacques Viguier, Véronique Courjault, Dominique de Villepin, Dominique Strauss-Kahn (dans l'affaire qui l'opposait à Tristane Banon puis dans l'affaire dite du Carlton de Lille) ou encore Alain Lipietz, qui est condamné pour diffamation.
Lors de l'affaire Jacques Tillier-Jacques Mesrine de septembre 1979, le premier ayant été laissé pour mort au fond d'une cave à champignons, il défend l'un des suspects, Charlie Bauer, qui depuis 1977 a bénéficié d'une libération conditionnelle, trouvé un emploi de libraire et fondé une famille. Il découvre que le compte de son épouse Renée Gindrat a été vérifié dès le 13 septembre deux jours avant le portrait-robot inspiré à la victime par une photo de Charlie Bauer puis questionne la commissaire Mireille Ballestrazzi, qui ne sait pas pourquoi l'OCRB a fait la recherche financière du 13 septembre, ce qui lui permettra d'obtenir l'acquittement de Bauer au procès en 1982, même s'il est condamné pour un trafic de cannabis et le recel d'une partie d'une rançon d'un autre enlèvement.[réf. nécessaire]
Il défend également les indépendantistes algériens, les autonomistes bretons et, après Mai 68, pendant des années des « gauchistes » étant surnommé à l'époque pour cette raison « l'avocat des gauchistes ».
Lors de la reconstitution pour l'affaire Roman et Gentil, il est malmené par la foule du village en colère.
Il est également intervenu comme partie civile dans l'affaire Omar Raddad (représentant la famille de Ghislaine Marchal),, a représenté la famille de Pierre Overney, et a défendu l’ex-boxeur Christophe Dettinger, accusé de violences volontaires sur des gendarmes.
Il plaide pour la dernière fois en 2020.

### Activités et prises de position politiques
Henri Leclerc est présenté par Le Monde comme un « militant infatigable, du Parti socialiste unifié (PSU) de Michel Rocard à la présidence de la Ligue des droits de l’homme ».
En 2011, il rejoint l'équipe de campagne de Martine Aubry pour les primaires socialistes en vue de l'élection présidentielle de 2012, en tant que conseiller de la candidate sur les questions de justice, aux côtés de l'ancienne garde des Sceaux Élisabeth Guigou et de Marie-Pierre de La Gontrie.
En 2012, il signe la tribune intitulée « Pour une nouvelle république » appelant à voter pour le candidat François Hollande.

### Mort
Henri Leclerc meurt des suites d'un AVC le 31 août 2024 à l'hôpital Paul-Brousse de Villejuif, à l'âge de 90 ans. Crématisé au Père-Lachaise, ses cendres ont été déposées au cimetière de Saint-Sulpice-Laurière (Haute-Vienne).

## Hommage
La promotion 2015-2016 de l'École de formation professionnelle des barreaux de la cour d'appel de Paris (EFB), dont il est le parrain, porte son nom, tout comme la promotion 2017-2018 du master 2 Criminologie de l'université Paris II Panthéon-Assas. La promotion 2022-2023 du master 2 Droit pénal et Sciences criminelles de Strasbourg porte également son nom[réf. nécessaire].

## Décoration
- Commandeur de la Légion d'honneur[22]
- Grand officier de l'ordre de la Liberté ( Portugal, 3 février 1995)[23]

## Publications
- Un combat pour la justice, Éditions La Découverte, 1994
- Les Médias et la justice, coécrit avec Jean-Marc Théolleyre, CFPJ, 1996
- La Défense, avec W.-H. Fridman, éd. EDP Sciences, 2002
- Le Code pénal, Éditions du Seuil, 2005
- Parcours d'avocat(e)s, entretien avec Henri Leclerc, par Christophe Perrin et Laurence Gaune, Éditions du Cavalier bleu, 2010
- La Parole et l'action, éd. Fayard, 2017

## Filmographie
La série documentaire Empreintes de France 5 lui a consacré un numéro, Henri Leclerc, au nom de l'homme, film de 52 min écrit et réalisé par Rémi Lainé et coproduit par France 5 / Campagne Première / INA ; production déléguée Carole Bienaimé ; diffusion le 28 septembre 2008.
Henri Leclerc apparaît dans le documentaire Sur les toits de Nicolas Drolc réalisé en 2014. Il y raconte le procès des mutins de la prison de Nancy du 8 juin 1972.